# Juiced: Szybcy i gniewni
Juiced: Szybcy i gniewni (Juiced, poprzednio Juiced: The Fast and The Furious) – komputerowe wyścigi na platformy PlayStation 2, Xbox i Microsoft Windows. Wydanie gry zostało opóźnione do 2004, ponieważ pierwszy wydawca, Acclaim, ogłosił bankructwo. Gra została wtedy wykupiona przez THQ, a jej wydanie opóźnione ze względu na zmiany, które wykonał nowy wydawca.

## Rozgrywka
W założeniach twórców gra miała konkurować z podobną grą Need for Speed: Underground wyprodukowaną przez Electronic Arts. Tak jak konkurencyjna produkcja Juiced korzysta z klimatu filmu Szybcy i wściekli, choć fabuła w grze nie istnieje, a rozgrywka jest nieliniowa (zdecydowano się także na sztuczkę z przekazaniem graczowi bardzo mocnego samochodu na pierwszy wyścig, potem trzeba kupić już własny). Dodatkowo została opakowana licencją na około 50 samochodów różnych klas oraz możliwość ich modyfikacji przy uwzględnieniu kilkuset montowalnych części samochodowych takich firm tuningowych jak Konig, Alpine, HKS, Bridgestone czy AEM, aczkolwiek opcje tuningu nie są rozbudowane w przeciwieństwie do NfS:U (trzy poziomy tuningu mechanicznego poszczególnych części i oparty na tym tuning wizualny). Tutaj jednak występują oryginalne różnice w porównaniu z konkurentem: tuning mechaniczny wpływa na zmianę klasy i rodzaj wyścigów, a wygrane w niektórych wyścigach prototypowe części zainstalowane w liczbie co najmniej czterech powodują, że samochód gracza staje się prototypem i może startować w specjalnych wyścigach prototypów. W rozgrywce zdecydowano się także na dwie niespotykane wcześniej wśród gier w tych klimatach nowalijki – tworzenie własnej drużyny kierowców i punkty respektu.
Tworzenie drużyny pozwala na kierowanie na zmianę kilkoma kierowcami posiadającymi oddzielne samochody (można rekrutować także żywych graczy w multiplayerze), zaś punkty respektu wpływają na to, czy jeden z 8 wrogich teamów będzie chciał w ogóle zorganizować wyścig z graczem. Na to wpływa styl jazdy, który przeciwnikom może się nie spodobać. Poza tym są standardowe przeniesienia z produkcji EA i nie tylko. Uwzględniono kilka klasycznych typów wyścigów: circuit, sprint, drag oraz popisy kaskaderskie. Samochody są podatne na zniszczenia i trzeba je naprawiać, a brak pieniędzy po całkowitym zniszczeniu czterech kółek automatycznie kończy karierę. Miasto, po którym porusza się gracz, nie jest otwarte.

## Oprawa audiowizualna
Juiced korzysta z shaderowanej grafiki potrafiącej wyświetlać wysokiej jakości samochody, dym, iskry wylatujące z podwozia czy ślady opon (otoczenie nie jest jednak wykonane tak dokładnie), a także posiadającej efekt poświaty (motion blur) i poślizgu kół. Silnik fizyczny pozwala na niszczenie pojazdów (efekt zniszczeń nie jest jednak realistyczny), a wszelkie siły fizyczne i poślizgi działają zgodnie z siłami grawitacji. Widoczne są także różnice między samochodami z napędem przednim a tylnym. Auta przednionapędowe skręcają trudniej, jednak po zakręcie tył nie poddaje się działaniom grawitacji. Tylnonapędowe wręcz przeciwnie.